# Ху Ши
Ху Ши (胡適; 17 грудня 1891 —24 лютого 1962) — китайський вчений, поет, історик, письменник і філософ.

## Життєпис
Народився 17 грудня 1891 року в селі Шанчжуан 上莊 повіту Цзісі 績溪 області Хуейчжоу (сучасна пров. Аньхой). Отримав гарну освіту, навчючись у школах Цзісі та Шанхаю. 16 серпня 1910 року він був направлений на навчання із сільського господарства до Корнельського університету в США. У 1912 році він змінив факультет, став вивчати філософію та літературу. Після отримання ступеня бакалавра, він у 1914 році поступив до Колумбійського університету, щоб вивчати філософію. У нього він перебував під сильним впливом свого професора, Джона Дьюї. Ху Ши став перекладачем Дьюї і прихильником прагматичних еволюційних змін, допомагаючи Дьюї в своїх лекціях 1919—1921 років в Китаї.
Після повернення до Китаю він викладав у Пекінському університеті. Під час свого перебування там, отримав підтримку від Чень Дусю, редактора впливового журналу «Нова Молодь». швидко набирає багато уваги і впливу. Ху стає одним з провідних і впливових інтелектуалів «Руху Четвертого травня», а потім Руху нової культури.
У 1920-х роках він уходить з журналу «Нова молодь», згодом видає зі своїми друзями декілька політичних газет і журналів. Його найбільш важливим внеском була пропаганда народної китайської літератури, Ху Ши багато зробив для того, щоб замінити класичну китайську мову на розмовну, щоб простіше її було читати для звичайної людини.
Водночас бере активну участь у політичних подіях, входить до уряду Чан Кайши. З 1938 до 1942 року займає посаду надзвичайного й повноважного посла Китайської республіки у США. Потім з 1946 до 1948 року був канцлером Пекінського університету, а пізніше з 1957 року до самої смерті — президентом Академії наук в Тайбеї. Він також був виконавчим головним редактором журналу «Вільний Китай», який було в кінцевому підсумку закрито за критику Чан Кайши. Помер Ху Ши 24 лютого 1962 року у Тайбеї.

## Творчість
Основні праці Ху Ши є «Про реформу в літературі», «Подорожні записки в горі Лушань», «Збірник творів Ху Ши», де розміщена проза та вірші (одним з відомих є «Мрія та поезія»). Свої праці присвятив пропаганді модернізації китайської літератури.